# Municipio de Sugartree
El municipio de Sugartree (en inglés: Sugartree Township) es un municipio ubicado en el condado de Carroll en el estado estadounidense de Misuri. En el año 2010 tenía una población de 12 habitantes y una densidad poblacional de 0,21 personas por km².

## Geografía
El municipio de Sugartree se encuentra ubicado en las coordenadas 39°14′24″N 93°33′33″O / 39.24000, -93.55917. Según la Oficina del Censo de los Estados Unidos, el municipio tiene una superficie total de 55.94 km², de la cual 53,16 km² corresponden a tierra firme y (4,98 %) 2,78 km² es agua.

## Demografía
Según el censo de 2010, había 12 personas residiendo en el municipio de Sugartree. La densidad de población era de 0,21 hab./km². De los 12 habitantes, el municipio de Sugartree estaba compuesto por el 100 % blancos. Del total de la población el 0 % eran hispanos o latinos de cualquier raza.